# アンモ浦の滝

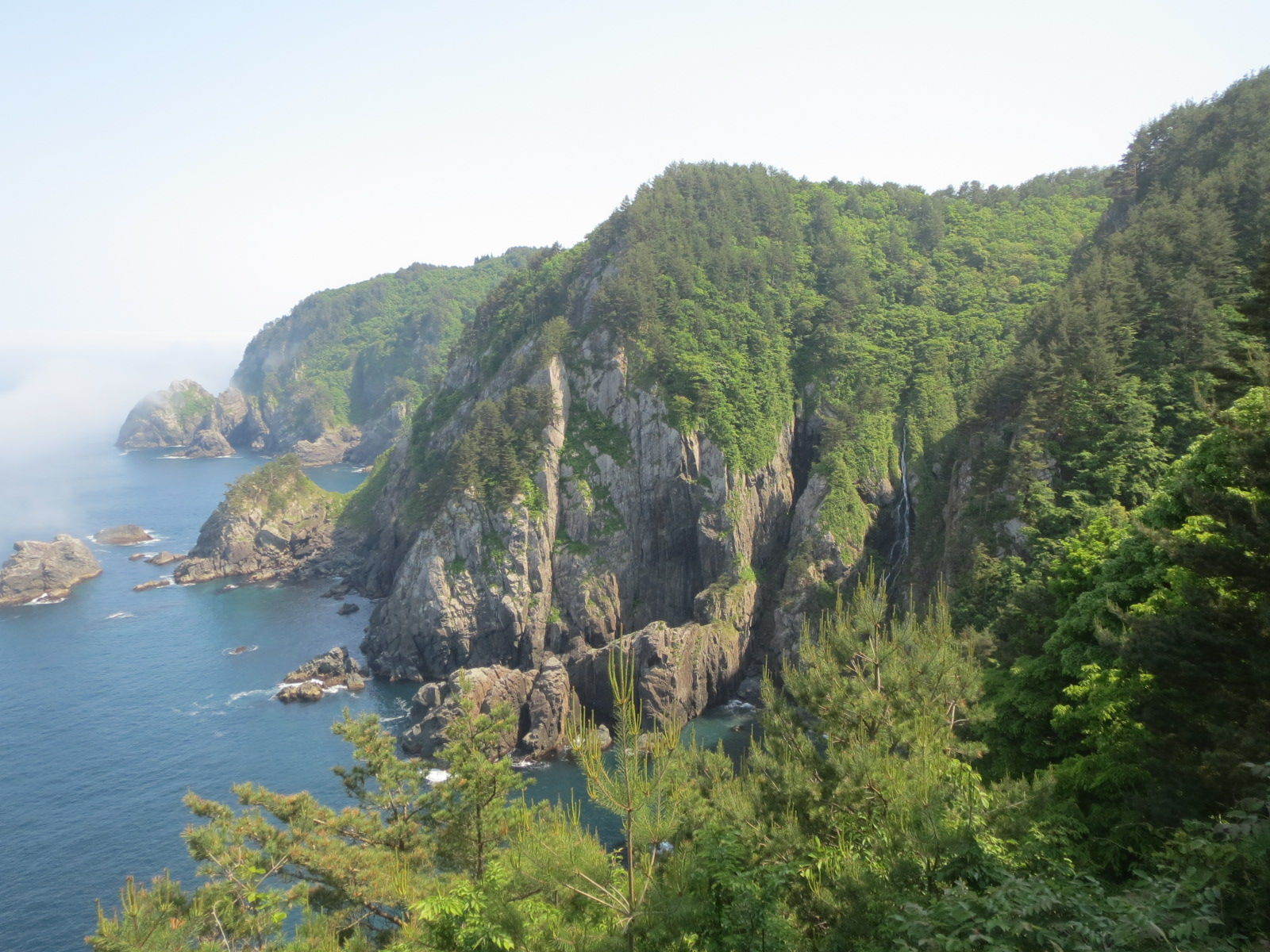
中央よりやや右にある白い筋がアンモ浦の滝

アンモ浦の滝（あんもうらのたき）は、岩手県下閉伊郡普代村の黒崎にかかる滝。

## 概要
三陸海岸北部の海岸段丘である黒崎のアンモ浦にかかりそのまま太平洋に注いでいる。落差は100m以上もあり岩手県一といわれている。
国土地理院の地形図に水線は記されているが滝の地図記号はない。
国民宿舎くろさき荘の近くにあるアンモ浦展望台から観ることができる。

## 登山史
2015年7月28日 小阪健一郎ら二人の登山家が初登攀に成功した。